# Zotes del Páramo
Zotes del Páramo és un municipi de la província de Lleó, enclavada en la comarca natural del Páramo Leonés.

## Pedanies del municipi
- Villaestrigo del Páramo
- Zambroncinos del Páramo
- Zotes del Páramo

## Demografia
| 1991 |  | 1996 |  | 2001 |  | 2004 |
| ---- |  | ---- |  | ---- |  | ---- |
| 858  |  | 734  |  | 626  |  | 592  |